# Sambil La Candelaria
El Sambil La Candelaria es un centro comercial situado en La Candelaria, Caracas, propiedad de Centro Sambil. Fue inaugurado parcialmente el 30 de noviembre de 2022 con 40 establecimientos, y oficialmente el 28 de mayo de 2023.

## Historia

### Expropiación: 2008-2010
El Grupo Sambil se asoció con Mercantil Servicios Financieros. El banco aportó capital y un terreno de 27 000 metros cuadrados, de los cuales 21 600 se usaron para la obra. La construcción comenzó a principios de 2006 a cargo del arquitecto David Gabay, quien diseñó el Sambil original, así como sus demás franquicias.

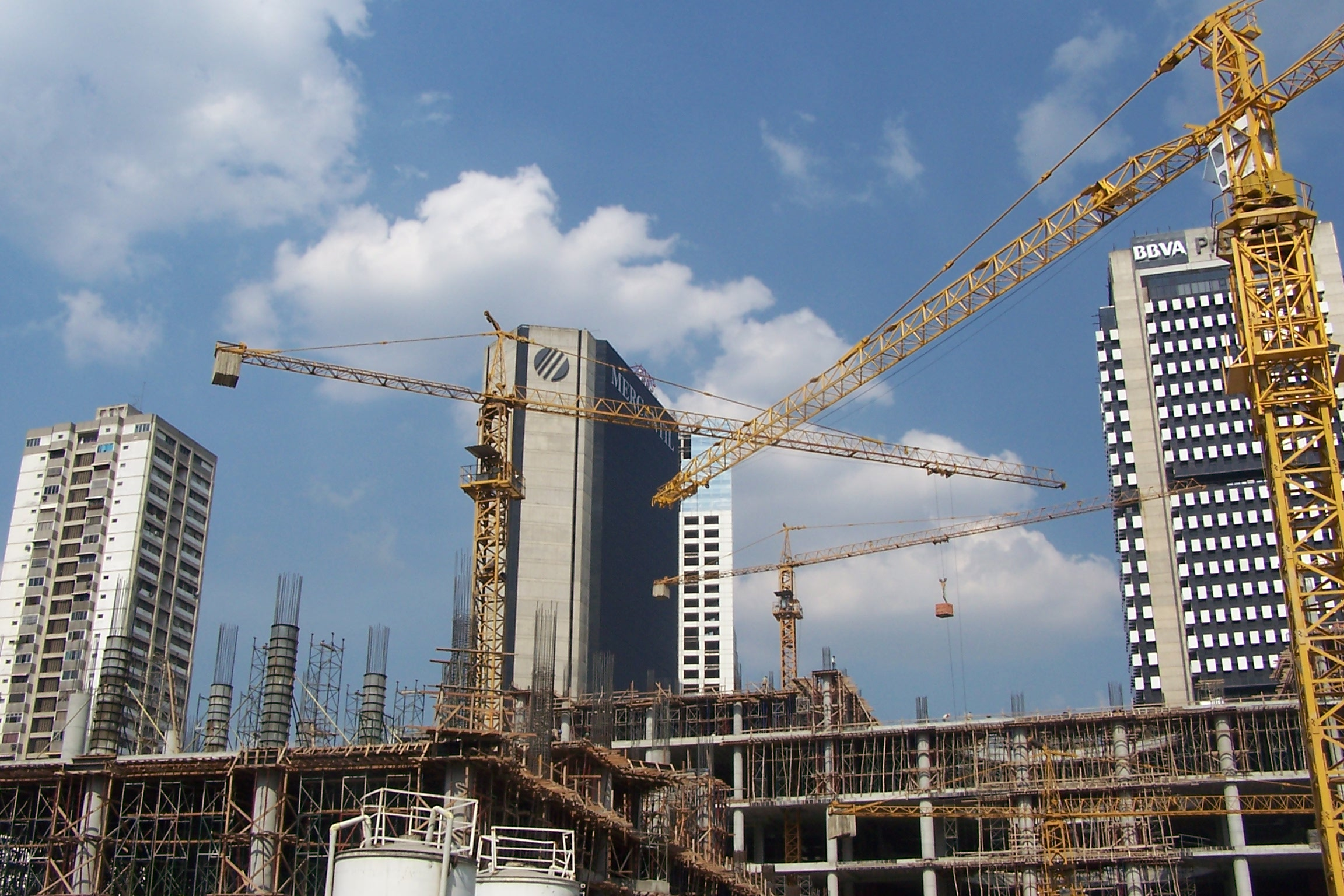
Construcción del Sambil La Candelaria, 24 de abril de 2007.

La inauguración estaba programada para 2008. Durante la gestión de Juan Barreto Cipriani como alcalde metropolitano y Freddy Bernal en el municipio Libertador, se iniciaron una serie de expropiaciones de terrenos y edificios en el centro, con el argumento de erigir escuelas bolivarianas o núcleos de desarrollo endógeno. Sin embargo, el nuevo Sambil no tuvo problema en conseguir todos los permisos necesarios, pasando su construcción sin mayores amenazas. El problema llegó en noviembre de ese año, luego de que Jorge Rodríguez Gómez asumió la Alcaldía de Caracas.
El 21 de diciembre de 2008 el entonces presidente Hugo Chávez, anunció la expropiación del edificio durante su discurso en el programa Aló Presidente, cuya estructura estaba ya casi culminada. Chávez insistió en que la obra aumentaría el tráfico en la ciudad, y ordenó a Rodríguez tomar medidas.

Me tendrán que sacar de Miraflores para que haya un Sambil en La Candelaria.
Hugo Chávez.

Un año después, el 2 de noviembre de 2010, se publicó en Gaceta Oficial el Decreto Nº 7.784, que formalizó la expropiación del Sambil.

### Recuperación de la infraestructura
La directora de la Cámara Venezolana de Centros Comerciales, Claudia Itriago, confirmó la noche del 17 de marzo de 2022 que la Constructora Sambil recuperó formalmente la infraestructura.A través de un comunicado que publicaron en Instagram, expresaron:

En nombre de Constructora Sambil y de los más de 110 pequeños y medianos emprendedores y comerciantes que invirtieron en este proyecto, tenemos a bien hacer del conocimiento de la opinión pública y en especial de los vecinos de La Candelaria, que esta semana se ha concretado la recepción del Sambil La Candelaria. Con esta devolución se reinicia el proceso de consolidación de una mezcla comercial y de servicios, destinados a atender y satisfacer, las necesidades esenciales de esta populosa y querida comunidad de La Candelaria.
Constructora Sambil.